# Länsväg 115
De Zweedse weg 115 (Zweeds: Länsväg 115) is een provinciale weg in de provincies Skåne län en Hallands län in Zweden en is circa 32 kilometer lang. De weg ligt in het zuiden van Zweden.

## Plaatsen langs de weg
- Torekov
- Svenstorp
- Båstad
- Eskilstorp en Hemmeslövs gård
- Hasslöv
- Våxtorp

## Knooppunten
- Länsväg 105: start gezamenlijk tracé over krap 7 kilometer, in Torekov (begin)
- Länsväg 105: einde gezamenlijk tracé, bij Svenstorp
- E6/E20
- Riksväg 24 bij Våxtorp